# Pilosella sect. Lactucellina
La sezione  Pilosella sect. Lactucellina  Sennikov è una sezione di piante angiosperme dicotiledoni del genere Pilosella della famiglia delle Asteraceae.

## Etimologia
Il nome del genere (Pilosella) deriva dal latino "pilosus" (significa "peloso") e si riferisce all'aspetto piuttosto pubescente di queste piante. Il nome della sezione Lactucellina deriva (è un diminutivo) da lactuca (= lattice) e fa riferimento all'abbondanza di sacchi latticinosi contenuti in queste piante.
Il nome scientifico della sezione è stato definito dal botanico Alexander Nikolaevitsch Sennikov (1972-).

## Descrizione

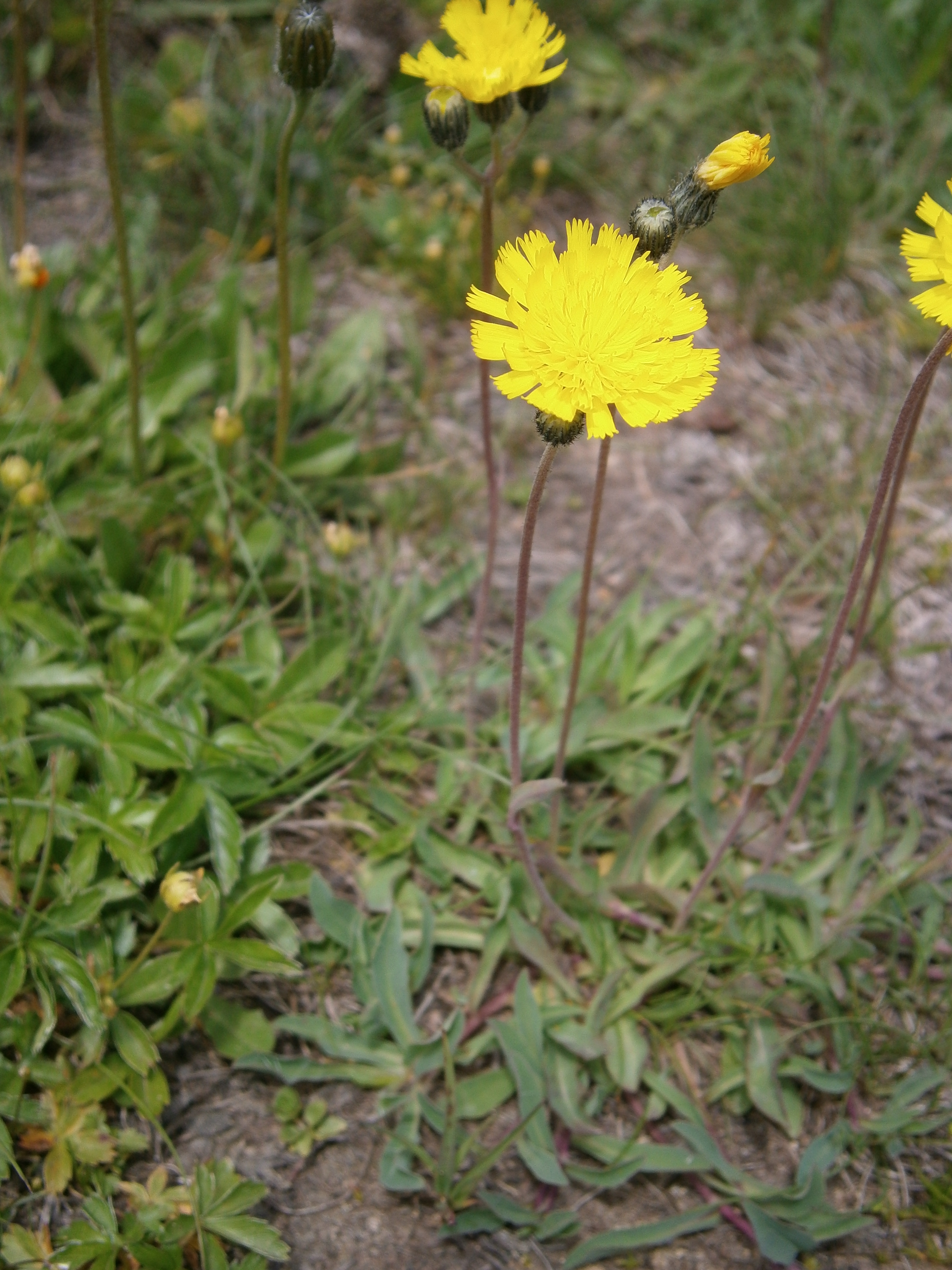
Il portamento
Pilosella lactucella

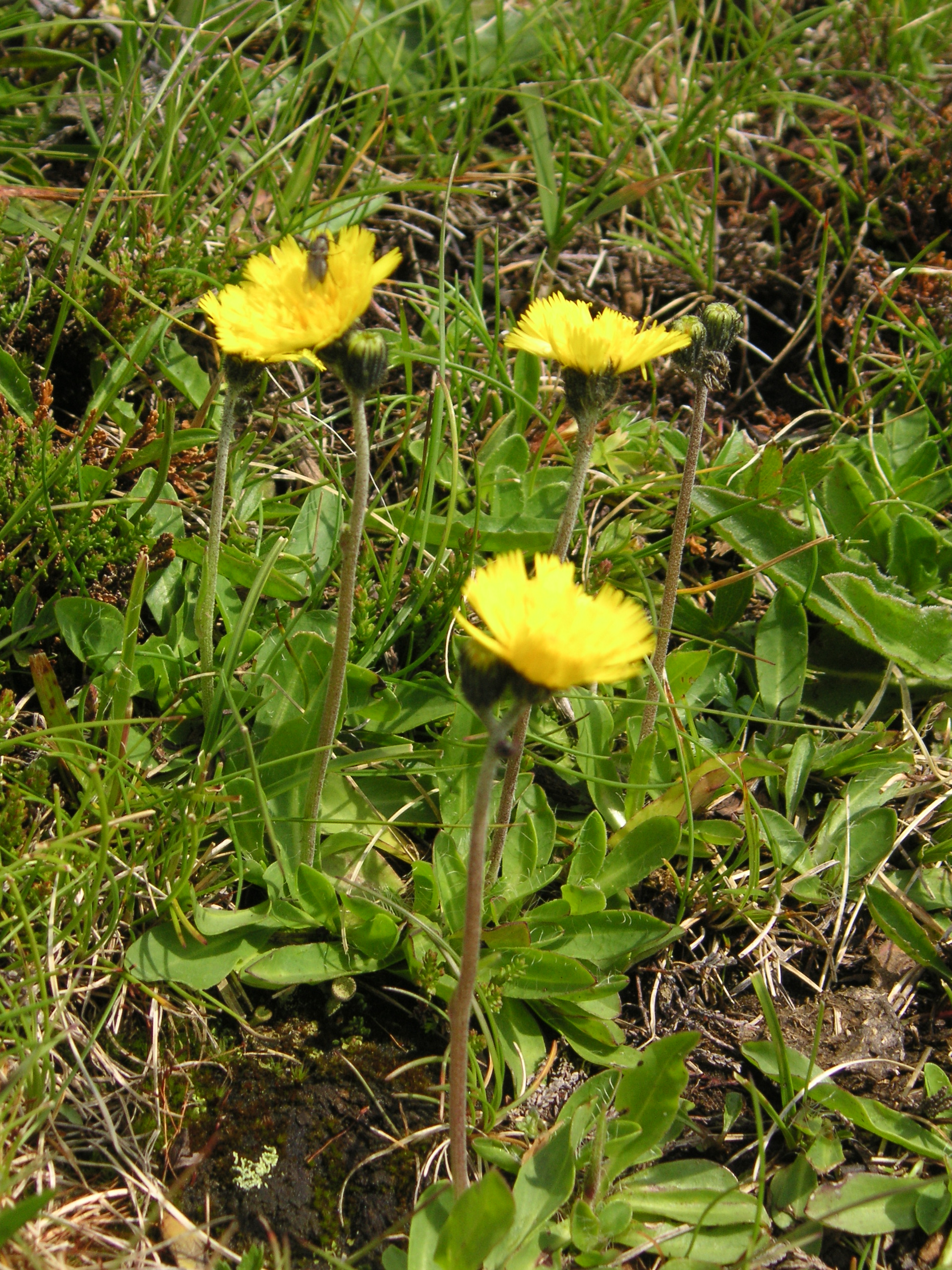
Le foglie
Pilosella lactucella

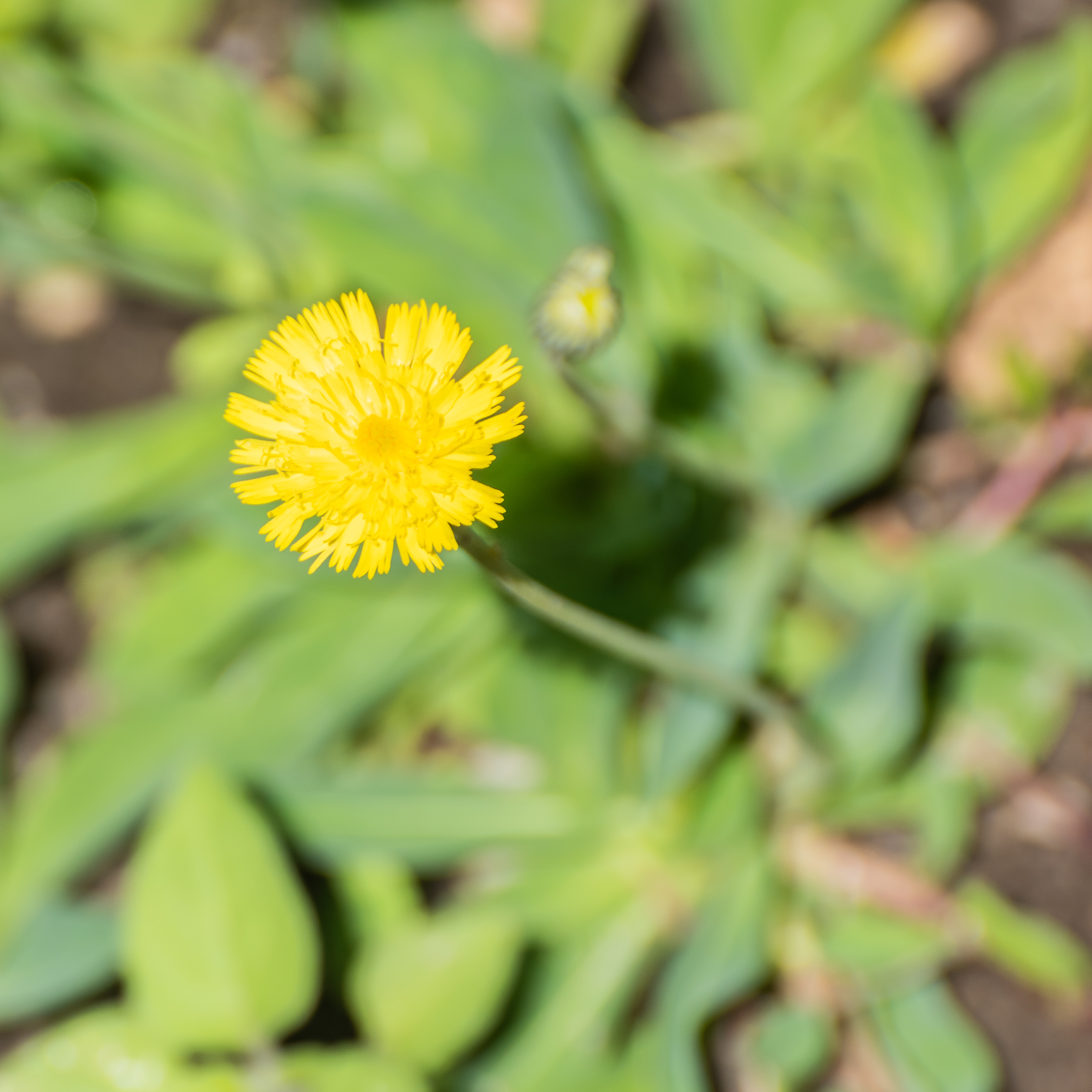
Infiorescenza
Pilosella lactucella

Habitus. Le specie di questa sezione, con cicli biologici perenni, sono piante erbacee non molto alte. La forma biologica prevalente è emicriptofita rosulata (H ros). Tutte le specie del gruppo sono provviste di latice e possono essere presenti peli ramificati.
Fusto. I fusti, in genere eretti e ascendenti, sono di solito solitari e mediamente ramificati e/o fillopodi. Le radici in genere sono di tipo fittonante; possono essere presenti anche delle parti stolonifere (sottili stoloni epigei). Altezza delle piante: 10 – 25 cm.
Foglie. Sono presenti sia foglie delle rosette basali che cauline con disposizione alterna. Le foglie basali (da 4 a 6) hanno delle lamine da lanceolate a spatolate e consistenza molle. Le lamine cauline (una o due) in genere sono intere spesso oblunghe, lanceolate o subulate. La superficie può essere ricoperta da peli semplici o ramificati.
Infiorescenza. Le sinflorerescenze, composte da alcuni capolini (da 2 a 4) terminali, sono densamente panicolate o densamente racemose. L'acladio è di 5 – 10 mm. L'infiorescenza è formata da un singolo capolino, solamente di tipo ligulifloro (ossia composto da diversi fiori ligulati), peduncolato e sotteso da alcune brattee squamiformi con margini biancastri. I capolini sono formati da un involucro composto da diverse brattee (o squame) all'interno delle quali un ricettacolo fa da base ai fiori ligulati. L'involucro ha una forma più o meno cilindrica-ellissoide fino a turbinata ed è formato da 2 - 4 serie di brattee verde scuro, lanceolate-lineari e apice acuto. Il ricettacolo, alla base dei fiori, è nudo (senza pagliette) e con alveoli brevemente dentati.  Dimensione dell'involucro: 6 – 8 mm.
Fiori. I fiori, tutti ligulati (i fiori tubulosi in genere sono mancanti), sono tetra-ciclici (ossia sono presenti 4 verticilli: calice – corolla – androceo – gineceo) e pentameri (ogni verticillo ha in genere 5 elementi). I fiori sono ermafroditi, fertili e zigomorfi.
- Formula fiorale:

*/x K {\displaystyle \infty }, [C (5), A (5)], G 2 (infero), achenio
- Calice: i sepali del calice sono ridotti ad una coroncina di squame.
- Corolla: le corolle sono formate da un tubo (alla base) e da una ligula terminante con 5 denti; il colore è giallo limone (le ligule non sono striate - oppure sono striate di rosso solamente quelle esterne).
- Androceo: gli stami sono 5 con filamenti liberi e distinti, mentre le antere sono saldate in un manicotto (o tubo) circondante lo stilo.[14] Le antere sono codate e allungate con una appendice apicale acuta; i filamenti sono lisci. Il polline è tricolporato.[15]
- Gineceo: lo stilo è lungo, filiforme e peloso sul lato inferiore. Gli stigmi dello stilo sono due divergenti e ricurvi con la superficie stigmatica posizionata internamente (vicino alla base).[16] L'ovario è infero uniloculare formato da 2 carpelli.

Frutti. I frutti sono degli acheni con pappo. Gli acheni, colorati di bruno nerastro, hanno una forma cilindrica ristretta alla base (ma non all'apice) e privi di becco (non sono compressi); sono inoltre provvisti di 10 coste longitudinali terminanti con un dentello. Il pappo si compone di fragili setole semplici color bianco-sporco su una sola serie. Dimensione degli acheni: 1 - 1,3 mm.

## Biologia
- Impollinazione: l'impollinazione avviene tramite insetti (impollinazione entomogama tramite farfalle diurne e notturne).
- Riproduzione: la fecondazione avviene fondamentalmente tramite l'impollinazione dei fiori (vedi sopra).
- Dispersione: i semi (gli acheni) cadendo a terra sono successivamente dispersi soprattutto da insetti tipo formiche (disseminazione mirmecoria). In questo tipo di piante avviene anche un altro tipo di dispersione: zoocoria. Infatti gli uncini delle brattee dell'involucro (se presenti) si agganciano ai peli degli animali di passaggio disperdendo così anche su lunghe distanze i semi della pianta.

## Distribuzione e habitat
Le piante di questa sezione si trovano nelle Alpi e negli Appennini fino all'Abruzzo. L'habitat è tipico dei pascoli subalpini e alpini. Una specie è endemica della Sardegna con habitat su creste ventose.

## Tassonomia
La famiglia di appartenenza di questa voce (Asteraceae o Compositae, nomen conservandum) probabilmente originaria del Sud America, è la più numerosa del mondo vegetale, comprende oltre 23.000 specie distribuite su 1.535 generi, oppure 22.750 specie e 1.530 generi secondo altre fonti (una delle checklist più aggiornata elenca fino a 1.679 generi). La famiglia attualmente (2021) è divisa in 16 sottofamiglie.

### Filogenesi
Il genere di questa voce appartiene alla sottotribù Hieraciinae della tribù Cichorieae (unica tribù della sottofamiglia Cichorioideae). In base ai dati filogenetici la sottofamiglia Cichorioideae è il terz'ultimo gruppo che si è separato dal nucleo delle Asteraceae (gli ultimi due sono Corymbioideae e Asteroideae). La sottotribù Hieraciinae fa parte del "quinto" clade della tribù; in questo clade è posizionata alla base ed è "sorella" al resto del gruppo comprendente, tra le altre, le sottotribù Microseridinae e Cichoriinae. Il nucleo della sottotribù Hieraciinae è l'alleanza Hieracium - Pilosella (comprendenti la quasi totalità delle specie della sottotribù - oltre 3000 specie) e formano (insieme ad altri generi minori) un "gruppo fratello". Alcuni Autori includono in questo gruppo anche i generi Hispidella e Andryala.
I caratteri distintivi per il genere Pilosella sono:
- tutta la piante è densamente pelosa;
- gli acheni hanno 10 coste longitudinali.

Classificazione del genere. Il genere Pilosella è un genere di difficile classificazione in quanto molte specie tendono ad ibridarsi e molto spesso tra una specie e un'altra è presente un "continuam" di caratteri e quindi sono difficilmente separabili. Qui in particolare viene seguita la suddivisione in sezioni del materiale botanico così come sono elencate nell'ultima versione della "Flora d'Italia".
La sezione VI  Lactucellina comprende, relativamente alla flora spontanee a italiana, 2 specie principali e una specie secondaria. I caratteri distintivi per le specie di questa sezione sono:
- lo scapo è ramificato ed è alto al massimo 25 cm;
- le foglie (poche) sono verdi su entrambe le facce;
- la pagina inferiore delle foglie basali è priva di peli stellati (i peli ghiandolari sono presenti solamente sui margini);
- le sinflorescenze hanno pochi capolini;
- i peli semplici sull'involucro sono assenti, oppure da sparsi a densi.

Il numero cromosomico delle specie della sezione è: 2n = 18, 27 e 36.

### Specie della flora italiana
Nella flora spontanea italiana, per la sezione di questa voce, sono presenti le seguenti specie (principali e secondarie o derivate):
Specie principale. Pilosella lactucella (Wallr.) P.D.Sell & C.West, 1967  - Pelosella orecchia: l'altezza massima della pianta è di 10 – 25 cm; il ciclo biologico è perenne; la forma biologica è emicriptofita rosulata (H ros); il tipo corologico è  Euro-Siberiano; l'habitat tipico sono i pascoli subalpini, alpini e prati su terreno acido; in Italia è una specie comune e si trova ovunque sui rilievi fino ad una quota compresa tra 250 e 2.600 m s.l.m.. Per questa specie sono riconosciute 2 sottospecie (la subsp. nana è presente in Italia).
Caratteri principali: il fusto è ramificato verso l'apice (i rami sono brevi e privi di peli semplici); diametro degli stoloni: 0,7 - 1,2 mm, con foglie progressivamente maggiori verso l'apice; la lamina delle foglie basali varia da spatolata fino a lanceolata-obovata; le sinflorescenze contengono in tutto 2 - 4 capolini; il colore delle ligule è giallo limone.
Specie secondarie collegate a Pilosella lactucella:
| Specie                                         | Caratteri                                                                            | Habitat                | Distribuzione italiana       | Sottospecie |
| ---------------------------------------------- | ------------------------------------------------------------------------------------ | ---------------------- | ---------------------------- | ----------- |
| Pilosella pseudolactucella Gottschl., 2011[22] | I caratteri sono più simili alla specie P. lactucella che alla specie P. sciadophora | Prati e pascoli alpini | Monti Sibillini - Molto rara |             |
Specie principale. Pilosella kralikii   (Rouy) J.-M.Tison, 2013 - Pelosella di Kralik: l'altezza massima della pianta è di 8 – 15 cm; il ciclo biologico è perenne; la forma biologica è emicriptofita rosulata (H ros); il tipo corologico è  Endemico; l'habitat tipico sono le creste ventose; in Italia è una specie molto rara e si trova in Sardegna fino ad una quota compresa tra 1.000 e 2.500 m s.l.m.. Alcune checklist considerano questa specie sinonimo della specie Pilosella lactucella subsp. nana (Scheele) M.Laínz.
Caratteri principali: i fusto ha dei peli semplici biancastri lunghi 1 mm; diametro degli stoloni: 1 - 2 mm; le foglie degli stoloni sono progressivamente ridotte verso l'apice, ed hanno delle forme strettamente lanceolate; le sinflorescenze sono di tipo forcato e in tutto hanno al massimo 2 - 3 capolini; il colore delle ligule è giallo.

#### Specie italiane alpine
Alcune specie di questa sezione vivono sull'arco alpino. La tabella seguente mette in evidenza i dati relativi all'habitat, al substrato e alla distribuzione di alcune di queste specie alpine.
| Specie | Comunità vegetali | Piani vegetazionali         | Substrato | pH    | Livello trofico | H2O   | Ambiente    | Zona alpina         |
| --- | ----------------- | --------------------------- | --------- | ----- | --------------- | ----- | ----------- | ------------------- |
| P. lactucella | 10                | collinare montano subalpino | Ca - Si   | acido | basso           | medio | F2 F3 F4 F5 | tutto l'arco alpino |
| Legenda e note alla tabella. Substrato: con “Ca/Si” si intendono rocce di carattere intermedio (calcari silicei e simili). Zona alpina: vengono prese in considerazione solo le zone alpine del territorio italiano (sono indicate le sigle delle province). Comunità vegetali: 10 = comunità delle praterie rase dei piani subalpino e alpino con dominanza di emicriptofite. Ambienti: F2 = praterie rase, prati e pascoli dal piano collinare al subalpino; F3 = prati e pascoli mesofili e igrofili; F4 = prati e praterie magre rase; F5 = praterie rase subalpine e alpine. |                   |                             |           |       |                 |       |             |                     |